# Desmopsis
Desmopsis Saff. – rodzaj roślin z rodziny flaszowcowatych (Annonaceae Juss.). Według The Plant List w obrębie tego rodzaju znajduje się 17 gatunków. Występuje naturalnie w Ameryce na obszarze od Meksyku po Kolumbię oraz na Kubie. Gatunkiem typowym jest D. panamensis (B.L.Rob.) Saff.

## Morfologia
PokrójZimozielone drzewa lub krzewy.
LiścieNaprzemianległe, pojedyncze, całobrzegie.
KwiatyPromieniste, obupłciowe, zebrane po kilka w pęczki. Rozwijają się w kątach pędów, na ich szczytach lub bezpośrednio na pniach i gałęziach (kaulifloria). Wydzielają intensywny zapach. Mają 3 wolne działki kielicha. Płatków jest 6, ułożonych w dwóch okółkach, są wolne. Kwiaty mają liczne wolne Pręciki oraz kilka wolnych słupków.
OwoceTworzą owoc zbiorowy.

## Systematyka
Pozycja według APweb (aktualizowany system APG III z 2009)
Rodzaj wraz z całą rodziną flaszowcowatych w ramach rzędu magnoliowców wchodzi w skład jednej ze starszych linii rozwojowych okrytonasiennych określanych jako klad magnoliowych.
Lista gatunków
| - Desmopsis bibracteata (B.L.Rob.) Saff. - Desmopsis dolichopetala R.E.Fr. - Desmopsis dukei G.E. Schatz - Desmopsis erythrocarpa Lundell - Desmopsis heteropetala R.E.Fr. - Desmopsis lanceolata Lundell - Desmopsis macrocalyx G.E. Schatz - Desmopsis maxonii Saff. - Desmopsis mexicana R.E.Fr. | - Desmopsis microcarpa R.E.Fr. - Desmopsis neglecta (A.Rich.) R.E.Fr. - Desmopsis oerstedii Saff. - Desmopsis panamensis (B.L.Rob.) Saff. - Desmopsis schippii Standl. - Desmopsis trunciflora (Schltdl. & Cham.) G.E.Schatz ex Maas, E.A.Mennega & Westra - Desmopsis uxpanapensis G.E. Schatz - Desmopsis verrucipes Chatrou, G.E.Schatz & N.Zamora |